# 福海街道 (昆明市)
福海街道，是中华人民共和国云南省昆明市西山区下辖的一个乡镇级行政单位。

## 行政区划
福海街道下辖以下地区：
船房社区、河北社区、杨家社区、陆家社区、福海社区、新河社区、滇池路社区、阳光社区、红星社区、怡心桥社区、庾园社区和彰家楼社区。